# ياكوب بروير
ياكوب بروير (بالألمانية: Jacob Breuer)‏ هو قاضي ألماني، ولد في 1915 في فرانكفورت في ألمانيا، وتوفي في 2008 في القدس في إسرائيل.